# Xã Grover, Quận Baxter, Arkansas
Xã Grover (tiếng Anh: Grover Township) là một xã thuộc quận Baxter, tiểu bang Arkansas, Hoa Kỳ. Năm 2010, dân số của xã này là 2.438 người.